# Châu Giang (sông Việt Nam)
Sông Châu Giang, còn gọi là sông Châu, là một con sông thuộc hệ thống sông Hồng - sông Thái Bình của miền Bắc Việt Nam, nằm trọn trong địa phận tỉnh Hà Nam, Việt Nam .
Sông có tổng chiều dài hơn 30 km, đi qua và làm ranh giới tự nhiên giữa các địa phương như thành phố Phủ Lý, thị xã Duy Tiên và các huyện Bình Lục, Lý Nhân.

## Dòng sông
Sông Châu là phân lưu cũ của sông Hồng, nằm trong lưu vực sông Nhuệ- Đáy. Sông Châu nối với sông Hồng bằng hai cửa: cửa Yên Lệnh- Mạc (Duy Tiên- Lý Nhân) và cửa Hữu Bị, xã Hòa Hậu (Lý Nhân). Một đầu của sông được nối với sông Đáy tại Phủ Lý nên sông còn được gọi là sông Phủ Lý.
Sông Châu còn được nối với sông Nhuệ ở nhánh phía Bắc, tại phường Hoà Mạc, thị xã Duy Tiên.
Trước đây, khi đường bộ chưa phát triển, sông Châu là đường giao thông cho cả vùng châu thổ sông Hồng. Đây chính là con đường thủy mà vua Lý Công Uẩn đã đi từ Hoa Lư, qua sông Đáy để ngược sông Hồng về thành Đại La và từ đó có quyết định rời kinh đô về đất có Rồng bay lên năm 1010.
Núi Đọi- Sông Châu từ lâu đã là biểu tượng của tỉnh Hà Nam. Núi Đọi (Long Đọi Sơn) là nơi tổ chức Lễ hội Tịch điền Đọi Sơn (vua đi cày) từ thời vua Lê Đại Hành, có tháp, bia Sùng Thiện Diên Linh được vua Nhân Tông triều Lý dựng năm Thiên Phù Duệ Vũ thứ 2 (1121) là di tích lịch sử rất có giá trị.
Thời Trần, sông còn được gọi là sông Thiên Mạc, một đường huyết mạch nối giữa Thăng Long và Tức Mặc (Nam Định) - kinh đô thứ hai của triều Trần. Trong các cuộc kháng chiến chống quân Nguyên Mông, nơi đây đã có nhiều trận đánh lịch sử trên sông của các tướng lĩnh Trần như Trần Hưng Đạo, Trần Nhật Duật,... để lại nhiều di tích như đền Trần Thương thuộc xã Nhân Đạo, huyện Lý Nhân.
Ngã ba sông Móng Lưu trữ ngày 23 tháng 4 năm 2011 tại Wayback Machine là nơi tiếp giáp ba xã thuộc ba huyện trong tỉnh Hà Nam: xã Bình Nghĩa (huyện Bình Lục), xã Văn Lý (huyện Lý Nhân) và xã Tiên Sơn (thị xã Duy Tiên) mang đặc trưng của nền văn hoá lúa nước và nghề trồng dâu nuôi tằm, dệt vải.
Do lũ sông Hồng rất lớn, đê điều trước đây tu bổ không thể kịp với sự tàn phá của thiên nhiên, sông Hồng hàng năm gây ra nhiều trận lụt cho cả vùng đồng bằng Bắc bộ. Quai Đầm (Thanh Liêm) cũng vỡ nhiều lần, phải đắp đi đắp lại, tốn rất nhiều công sức. Vào đầu thế kỷ 20, người Pháp đã cho đắp đê sông Hồng chặn các cửa sông Châu lại, nên sông còn được gọi là Tắc giang. Đồng thời, theo chiều dài sông, người ta còn cho đắp ba con đập ngăn nước tại Phúc Hạ (xã Hợp Lý), Quan Trung (xã Văn Lý) và Vĩnh Trụ (xã Đồng Lý), chia sông thành 4 đoạn khác nhau và nối với nhau một cách hạn chế bằng các cống ngăn. Tại cửa nối với sông Đáy, người ta cũng cho làm cống Phủ Lý ngăn nước sông Đáy chảy vào, chỉ mở khi cần thiết.
Từ đó đến nay, sông Châu trở thành túi chứa nước được bơm ra từ các khu vực ngập úng về mùa mưa. Do vậy, nước sông Châu không được lưu thông, lại nhận một phần nước thải sông Nhuệ từ các làng nghề, khu công nghiệp, bệnh viện nên nước sông Châu bị ô nhiễm nặng, hàm lượng asen trong nước vượt nhiều lần chỉ số cho phép. Cá của trại nuôi trên sông chết hàng loạt.
Từ đầu thế kỷ 21, với dự án cải tạo sông Châu, mở lại Tắc Giang phía Bắc nối với sông Hồng, mở cống Phúc và cống Phủ Lý dẫn nước sông Hồng về sông Đáy, nhằm phục hồi chức năng giao thông thủy của sông và giảm mức độ ô nhiễm của nguồn nước.